# دائرة مقاومة وملف ومكثف

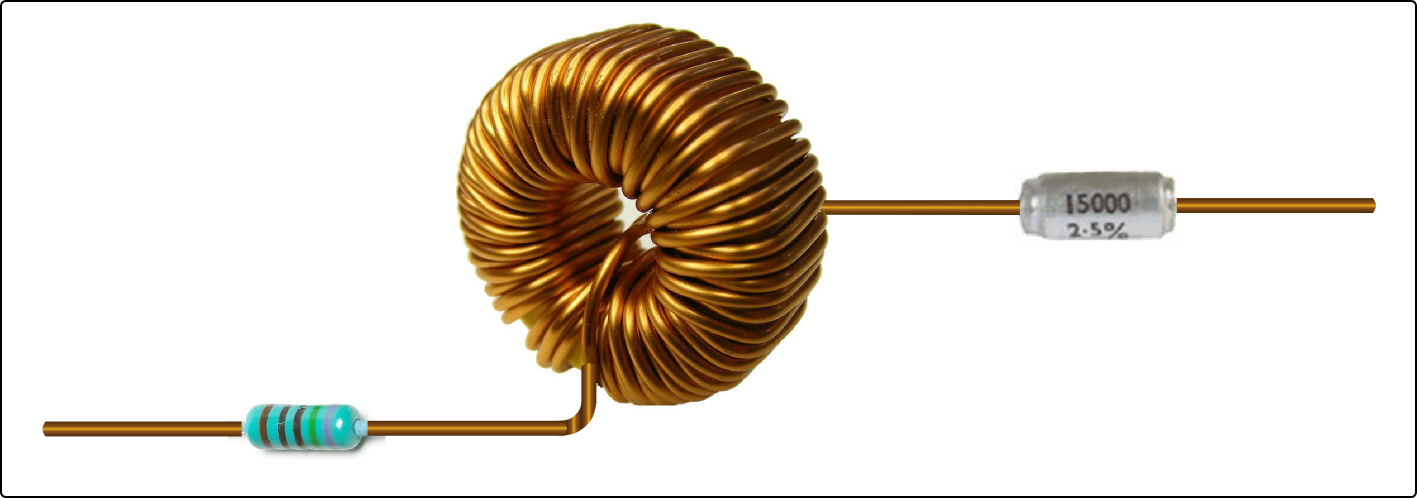
دارة RLC مكونة من محث ومكثف ومقاومة موصلة على التوالي.

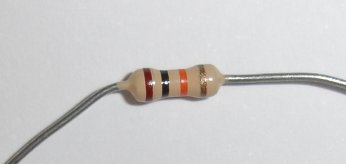
مقاومة كهربائية (R).

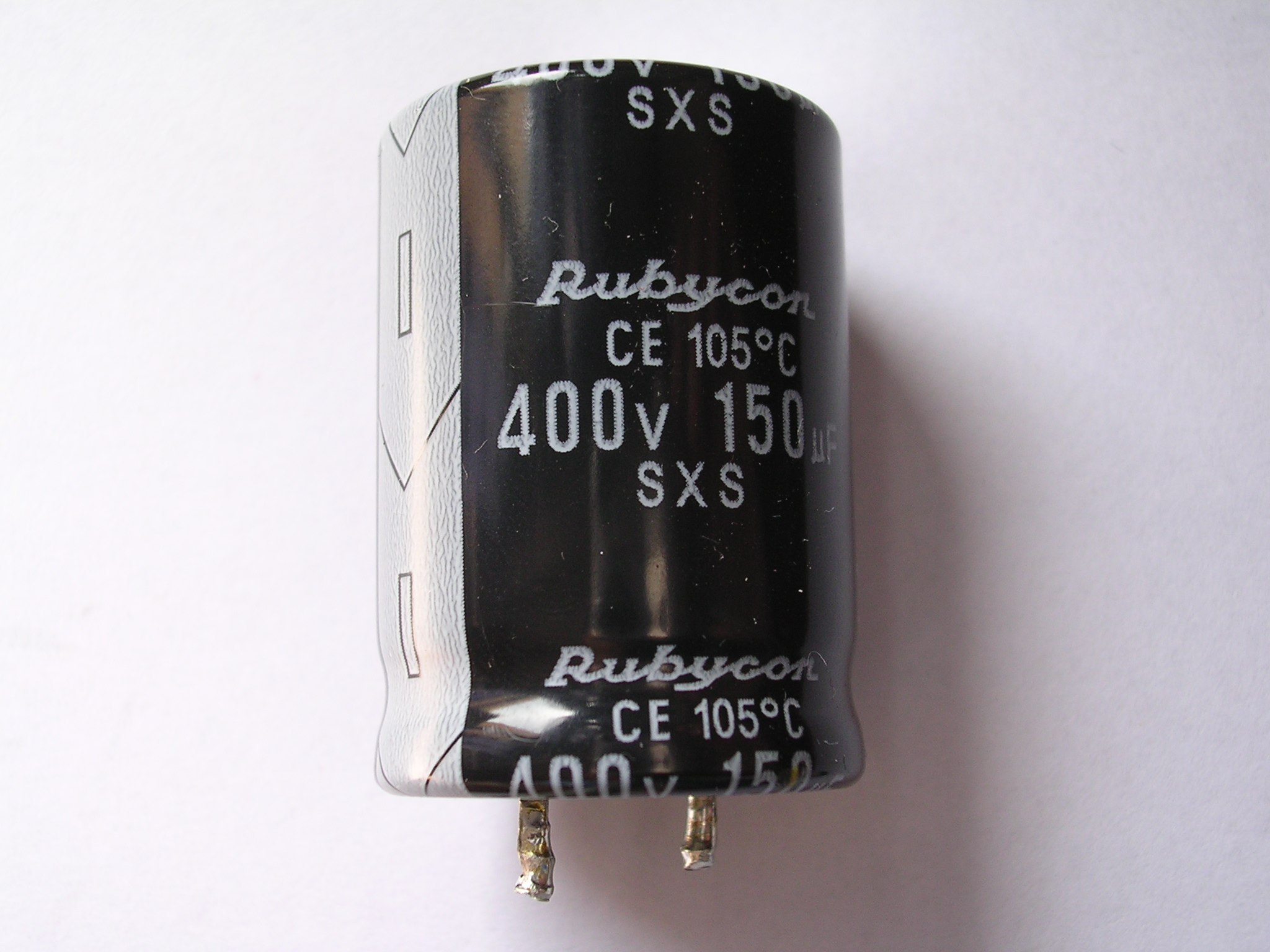
مكثف (C) سعته 150 ميكروفاراد.

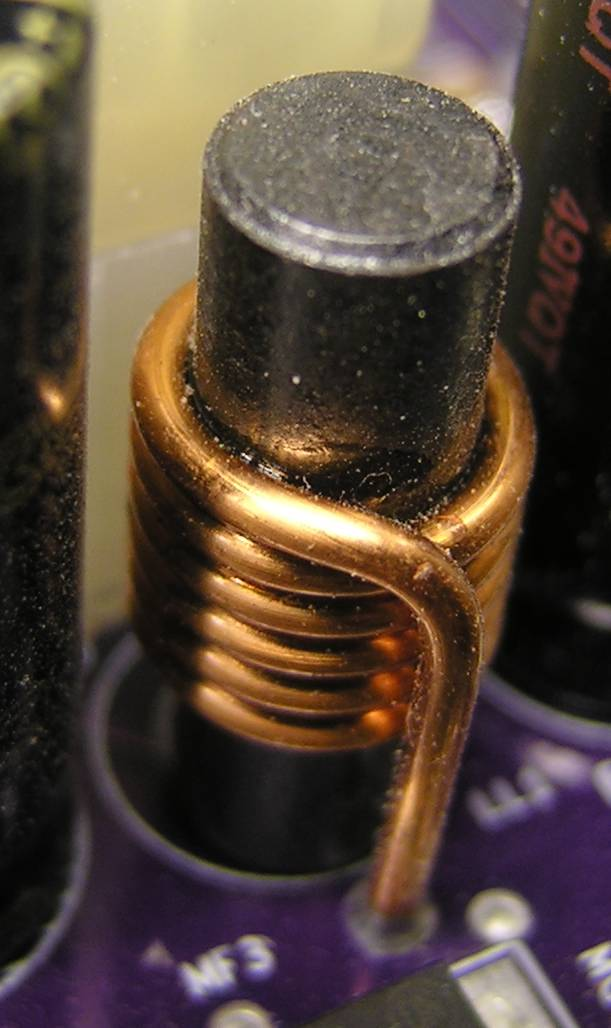
ملف كهرومغناطيسي (واسمه أيضا: وشيعة) (L).

دائرة مقاومة وملف ومكثف أو الرنان التوافقي (بالإنجليزية: RLC circuit) هي دائرة كهربية خطية مكونة من مقاومة كهربائية (R) وملف كهرومغناطيسي (واسمه أيضا: وشيعة) (L) ومكثف (C) موصلين على التوالي أو التوازي ويشكلون معا رنانا توافقيا، أي أن تلك الدائرة إما أن تكون مرسلا للإشارات أو مستقبلا للموجات الكهرومغناطيسية عندما تُضبط لاستقبال موجة المرسل.
هنالك نوعان من دوائر RLC متوالية أو متوازية حسب شكل الروابط بين المكونات الثلاثة، عموما فان سلوك  دائرة RLC يوصف بواسطة معادلة تفاضلية خطية من رتبة ثانية.
بواسطة مولد اشارات كهربائية يمكن اطلاق تذبذبات وملاحظة ظاهرة الرنين في بعض الحالات، وتتميز هذه الظاهرة بارتفاع في شدة التيار (عندما يكون نبض إشارة الدخول موافقا لنبض الدارة الذي يمكن حسابه من خلال المعادلة التفاضلية).
لدوائر RLC تطبيقات عديدة كدوائر مذبذبة. تستخدمها أجهزة استقبال الراديو والتلفاز لضبط نطاق ترددي ضيق من موجات الراديو المحيطة. وفي هذا السياق، تُعرف الدائرة غالبًا بالدائرة المضبوطة. يمكن استخدام دائرة RLC كمرشح تمرير نطاقي، أو مرشح إيقاف نطاقي، أو مرشح تمرير منخفض، أو مرشح تمرير عالي. على سبيل المثال، يُعدّ تطبيق الضبط (الدوائر المضبوطة) مثالًا على ترشيح تمرير النطاق. يُوصف مرشح RLC بأنه دائرة من الدرجة الثانية، أي أنه يمكن وصف أي جهد أو تيار في الدائرة بمعادلة تفاضلية من الدرجة الثانية في تحليل الدوائر.

## وصف الرنان
تحتوي دائرة الرنان دائما على مقاومة تشكل الطاقة المفقودة في أسلاك التوصيل والملف والمكثف وهي طاقة الموجات الكهرومغناطيسية المنبثة من الدائرة. ويتميز التيار الكهربائي IR بأنه يتردد بنفس طور الجهدU والذي تكون له أيضا قيمة فوق الصفر في حالة الرنين. ولذلك فلن تصل قيمة المقاومة في حالة الرنين للتوصيلة على التوازي إلى مالا نهاية. إلا أن المقاومة التخيلية (المركبة) Z قد تصل إلى نهاية عُظمى:
وبصفة عامة تكون الطاقة المفقودة من المكثف أقل بكثير من الطاقة المفقودة (أو المرسلة) من الملف. وتُشكل مقاومة الملف عادة بتوصيل Lp وRp على التوالي. ويمكن تعديل تلك التوصيلة إلى نظيرتها الموصولة على التوازي حيث نحصل على الصورة اليمنى. فتكون القيمة الناتجة عن توصيل المكثف C والملف Lp مساويا للصفر في حالة الرنين. وهي هذه الحالة تقتصر الممانعة في دائرة التوصيل على التوازي على المقاومة Rp والتي تقاس بالأوم، ونحصل على:
{\displaystyle Z_{\mathrm {r} }=R_{p\ \mathrm {r} }={\frac {L}{R_{L}C}}}
وينطبق تردد الرنين f0 في الحالة المثالية عندما تكون RL = 0. ولكن الدائرة الواقعية التي نتعامل معها هنا لها مقاومة أكبر من الصفر:
{\displaystyle f_{\mathrm {r} }={\frac {1}{2\pi {\sqrt {L_{p}C}}}}}
وهذه أصغر قليلا من {\displaystyle f_{0}} ويمكن حسابها:
{\displaystyle f_{\mathrm {r} }={\frac {1}{2\pi }}{\sqrt {{\frac {1}{LC}}-{\frac {{R_{L}}^{2}}{L^{2}}}}}=f_{0}{\sqrt {1-{\frac {R_{L}}{Z_{\mathrm {r} }}}}}}

## كيف يحدث الرنين

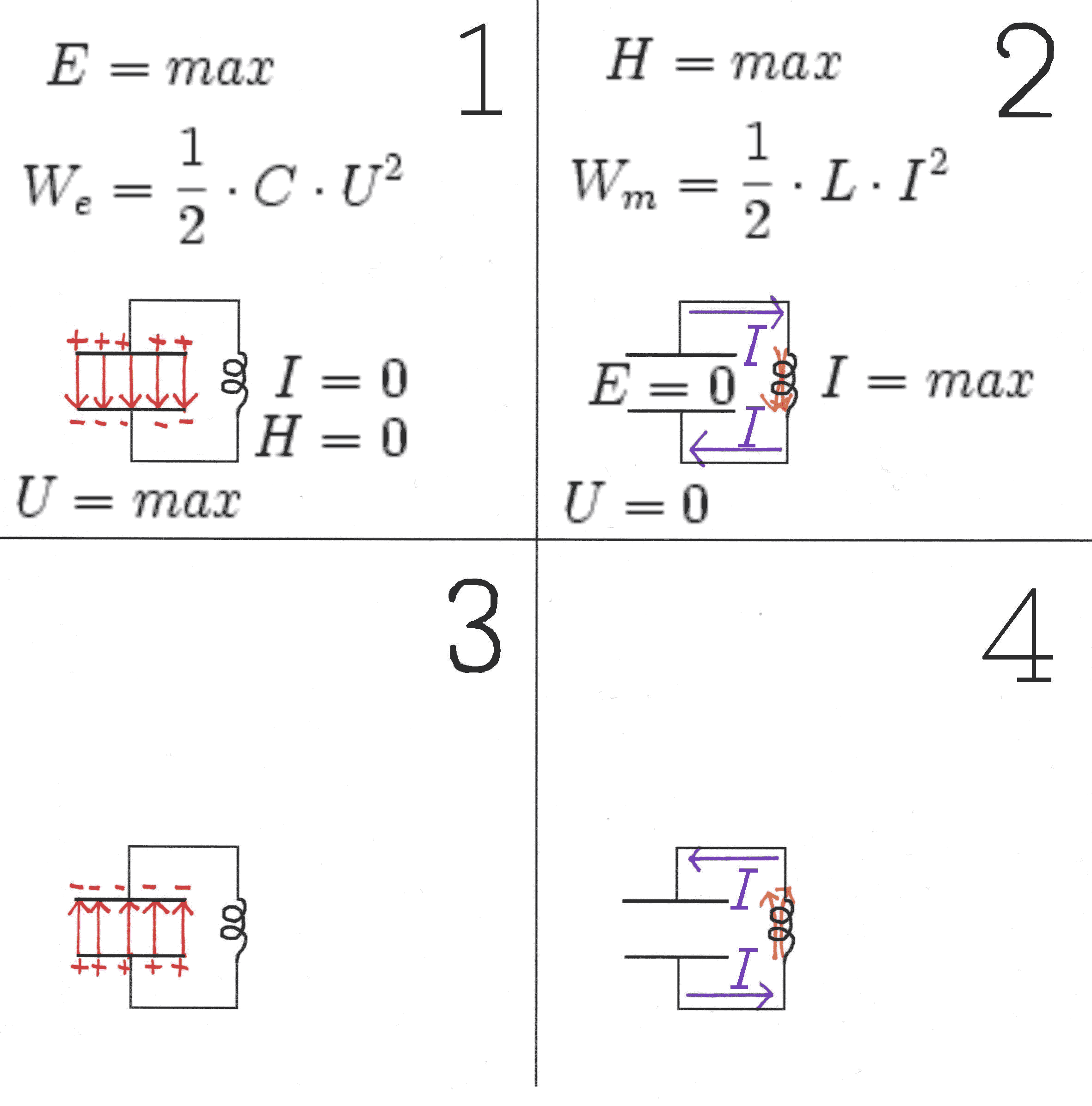
طاقة كهربية E ، التيار I ، طاقة مغنايسية (مشحونة) H ، الجهد U.

يحدث الرنين عندما يتم تطبيق إشارة تتذبذب بتردد يتوافق مع تردد الرنين المحدد في الدائرة الكهربائية. وعندما يتوافق تردد الإشارة المتعمدة مع تردد الرنين، فإن الطاقة تنتقل بشكل فعال بين المكثف والملف في الدائرة. وبمجرد حدوث هذا التوافق، يزداد تأثير الرنين ويبدأ الإشارة في التضخم بشكل متزايد إلى أن يتم تحقيق الرنين.
ويمكن تحقيق الرنين في الدوائر الكهربائية المختلفة، مثل الدوائر الرنينية LC والدوائر الرنينية RLC، وذلك بتغيير قيم المكثفات والملفات الكهربائية والمقاومات. ويمكن استخدام الدوائر الرنينية في العديد من التطبيقات الإلكترونية والكهربائية، مثل أجهزة الراديو والتلفزيون والمرشحات الإلكترونية وأجهزة الأمان في الدوائر الكهربائية والإلكترونية.
ويمكن أن يحدث الرنين أيضًا في الأجسام المادية، مثل الجسور والمباني والرافعات الشوكية، عندما يتم تعريضها للإجهاد الديناميكي، ويمكن أن يؤدي الرنين الناتج عن هذه الإجهادات إلى تلف الجسم المادي. ولتجنب حدوث الرنين في هذه الحالات، يتم استخدام تقنيات الحد من الاهتزاز والتخميد الهيكلي، مثل استخدام المواد الخاملة والتصميم المناسب.
في دائرة التوصيل على التوازي:
1. نعتبر أولا لحظة أن يكون المكثف بكامل شحنته. عندئذ يكون الجهد أعلى ما يكون على قطبي المكثف وبالتالي على دائرة الرنان (شكل 1).
2. يتسبب الجهد الموجود في مرور تيار ويبدأ المكثف يفقد شحنته أولا بسرعة ثم ببطء. ويحدث ذلك لأن تزايد مرور التيار في الملف ينتج جهدا في الملف مضادا بسبب الحث، مما يهدئ من مرور التيار.
3. ويقل الجهد حتي يختفي في هذا الوقت تصل شدة التيار نهايتها العظمى. وفي هذا الوقت أيضا تكون شدة المجال المغناطيسي في الملف نهايته العظمي ويفقد المكثف كل شحنته. وتكون الطاقة الآن مشحونة في المجال المغناطيسي للملف (شكل 2).
4. بعدما وصلت شدة التيار أقصاها تبدأ في الانهيار ثانيا ويقل بالتالي المجال المغناطيسي في الملف. وطبقا لقاعدة لنز يتسبب ذلك في نشأة جهد بالحث ويكون ذو إتجاه مضاد، بحيث تنهار شدة التيار ببطء شديد. وبالتالي يرتفع فرق الجهد بين لوحي المكثف ثانيا إلا أنه يكون معكوس القطبية بالنسبة للحالة الأولى. وهذا ينطبق أيضا على الجهد في دائرة الرنان حيث يتزايد هذا الجهد بقطبية معكوسة.
5. بينما تنخفض شدة التيار ثانيا حتي تصل إلى الصفر، يحصل المكثف على شحنته الأصلية ثانيا. وتتحول طاقة المجال المغناطيسي المخزونة عدة مرات إلى تيار كهربائي (شكل 3).
6. ثم تعيد تلك العوامل نفسها في اتجاه مضاد.

## توهين الذبذبة
توهين الذبذبة أو إضعاف مطال الموجة α للرنان الموصل على التوالي، يعرف بالعلاقة الآتية:
{\displaystyle \alpha ={R \over 2L}}
ويعرف للرنان RLC الموصل على التوازي بالعلاقة:
{\displaystyle \alpha ={1 \over 2RC}}

## معاملالتخميد
يعرف معامل التخميد damping factor ζ بأنه النسبة بين التهوين α وتردد الرنين ω0:
وعلى ذلك فمعامل التخميد لرنان RLC الموصل على التوالي، يبلغ:
{\displaystyle \zeta ={\alpha  \over \omega _{0}}={R \over 2}{\sqrt {C \over L}}}
كما يبلغ في حالة الرنان الموصّل على التوازي:
{\displaystyle \zeta ={\alpha  \over \omega _{0}}={1 \over 2R}{\sqrt {L \over C}}}
ويسهل من الوجهة العملية التعامل مع معامل التخميد ζ عن التعامل مع معامل التهوين α حيث أن معامل التخميد كمية مطلقة (بدون وحدات) في حين أن معامل التهوين يًقاس بوحدة راديان/ثانية، عند دراسة خواص الرنان.
والعلاقة بين التردد الزاوي والتردد بالهرتز هي:
{\displaystyle f_{0}={\omega _{0} \over 2\pi }}
ويقاس التردد أو الذبذبة f بالهرتز أو بالكيلو هرتز.

## عرض المحزم

عرض المحزم ويحدده النقطتين التي ينخفص عندهما الجهد الكهربى إلى 0.707 من نهايته العظمى من مطال الاستجابة.

تستعمل دائرة الرنين أحيانا كمرشح للتردد حيث تسمح للترددات بالمرور في حيز ضيق وتمنع الترددات الأخرى من المرور. ويسمى هذا الحيز الضيق للترددات عرض المحزم وكلمة محزم تأتي من كلمة حزمة. ولتشفيل الدائرة كمرشح نستبدل المقاومة R بجهاز استقبال ويكون له نفس قيمة المقاومة R. ويصبح حيز المحزم للدائرة الموصولة على التوالي محددا بالعلاقة الآتية (بوحدة راديان/ثانية):
{\displaystyle \Delta \omega =2\alpha =2\zeta \omega _{0}={R \over L}}
ويمكن حساب عرض المحزم بوحدة هرتز بالعلاقة:
{\displaystyle \Delta f={\Delta \omega  \over 2\pi }={\alpha  \over \pi }={\zeta \omega _{0} \over \pi }={R \over 2\pi L}}
ويحدد عرض المحزم حزمة الترددات التي يُسمح لها بالمرور عند تردد نصف القدرة. وهو مقياس ينتسب إلى مطال الجهد الكهربي في منطقة عرض المحزم. وبما أن القدرة تتناسب تناسبا طرديا مع مربع الجهد، فإن عرض المحزم يحدد من جهتيه عند النقطتين التي تنخفض استجابة التردد عندهما إلى {\displaystyle {1 \over {\sqrt {2}}}} من تردد الرنين.

## حساب تردد الرنين
نفترض المكونات الآتية لدائرة الرنان الموصول على التوالي:

 C = 0,1 μF و L = 50 μH و RL = 5 Ω
حيث: سعة المكثف (ميكرو فاراد); وحث الملف (ميكرو هنري); والمقاومة أوم.
بالتعويض عن تلك القيم في معادلة تردد الرنين:
{\displaystyle f_{\mathrm {r} }={\frac {1}{2\pi {\sqrt {L_{p}C}}}}}
نحصل على:
{\displaystyle f_{\mathrm {r} }={\frac {1}{2\pi {\sqrt {50\times 0,1}}}}\times 10^{6}}
{\displaystyle f_{\mathrm {r} }\approx 71\,{\rm {khz}}}

## دارة RLC المتوالية

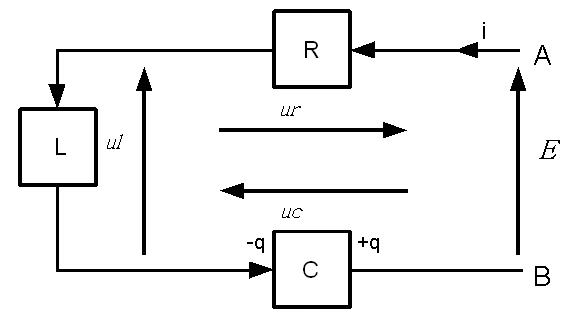
دارة RLC المتوالية.

### دارة خاضعة لرتبة توتر صاعدة
إذا عرضنا دارة RLC المتوالية لرتبة توتر صاعدة {\displaystyle E\,}، فاننا وباستعمال قانون اضافية التوترات نستنتج ما يلي:
{\displaystyle E=u_{C}+u_{L}+u_{R}=u_{C}+L{\frac {di}{dt}}+R_{t}i}
باستغلال العلاقة المميزة للمكثف: {\displaystyle i_{C}=i=C{\frac {du_{C}}{dt}}}
و بالتعويض نحصل على المعادلة التفاضلية من الدرجة الثانية
{\displaystyle LC{\frac {d^{2}u_{c}}{dt^{2}}}+R_{t}C{\frac {du_{c}}{dt}}+u_{C}=E}
مع:
{\displaystyle E\,}: المولد (مستمر)وحدته الفولط.
{\displaystyle u_{c}\,}: التوتر بين مربطي المكثفوحدته الفولط.
{\displaystyle L\,}: معامل تحريض الوشيعة وحدته الهنري.
{\displaystyle i\,}: شدة التيار الكهربائي.
{\displaystyle q\,}:شحنةالمكثف وحدتها كولوم C.
{\displaystyle C\,}: سعة المكثف وحدتها الفاراد C
{\displaystyle R\,}: المقاومة الكلية للدارة بالاومΩ.
في حالة نظام بدون تبدد أي ان المقاومة منعدمة {\displaystyle R_{t}=0\,} فان حل هذه المعادلة يكون على شكل:
{\displaystyle u_{c}=EA\,\cos \left({\frac {2\pi t}{T_{0}}}+\varphi \right)}
{\displaystyle T_{0}=2\pi {\sqrt {LC}}}
مع: {\displaystyle T_{0}\,}: دور  للتذبذبات، بالثانية{\displaystyle A\,} و φ ثابتتان يتم تحديدهما بالرجوع إلى الشروط البدئية للدارة
و هو ما يعطي:
{\displaystyle f_{0}={\frac {1}{2\pi {\sqrt {LC}}}}}.
حيث {\displaystyle f_{0}} هو التردد الخاص للدارة بالهرتز Hz.

### دارة خاضعة لتوتر جيبي
بالتحويل العقدي للتوترات يمكن كتابة قانون اضافية التوترات كالتالي:
{\displaystyle {\underline {U_{G}}}={\underline {U_{C}}}+{\underline {U_{L}}}+{\underline {U_{R}}}}
نعطي الكتابة العقدية للممانعات:
{\displaystyle {\underline {U_{G}}}=-{\frac {j}{C\omega }}{\underline {I}}+jL\omega {\underline {I}}+R_{t}{\underline {I}}={\bigg [}R_{t}+j{\frac {LC\omega ^{2}-1}{C\omega }}{\bigg ]}{\underline {I}}}
و الدور الخاص ω0عند الرنين:
{\displaystyle \omega _{0}={\frac {1}{\sqrt {LC}}}}
بالتعويض في العلاقة اعلاه نحصل على:
{\displaystyle {\underline {U_{G}}}={\underline {U_{R}}}=R_{t}{\underline {I}}}
و لدينا:
{\displaystyle {\underline {U_{L}}}=-{\underline {U_{C}}}={\frac {j}{R_{t}}}{\sqrt {\frac {L}{C}}}{\underline {U_{G}}}}

## دارة RLC المتوازية
{\displaystyle i_{r}={\frac {u}{R}}}
{\displaystyle {\frac {di_{l}}{dt}}={\frac {u}{L}}}
{\displaystyle i_{c}={\frac {dq}{dt}}=C{\frac {du}{dt}}}
لأن {\displaystyle q=Cu}
{\displaystyle i=i_{r}+i_{l}+i_{c}}
{\displaystyle {\frac {di}{dt}}=C{\frac {d^{2}u}{dt^{2}}}+{\frac {1}{R}}{\frac {du}{dt}}+{\frac {u}{L}}}

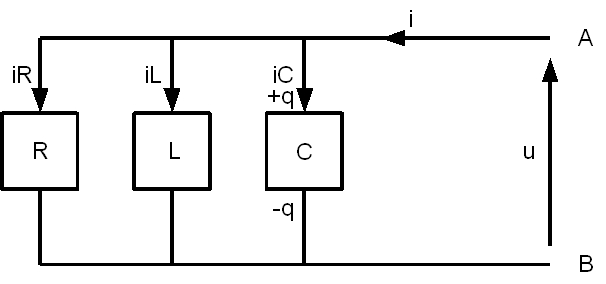
دارة RLC المتوازية المسماة ايضا دارة السدادة.

انتباه: الفرع C  يشكل دارة قصيرة: لا يمكن وصل كل كن A وB بمربطي مولد E، يجب ان نضيف اليه مقاومة
الشرطان البدئيان هما:
{\displaystyle i_{l0}} تحافظ على قيمتها قبل غلق الدارة لان التحريض يتناسب عكسيا مع التوتر
{\displaystyle q_{0}}تحافظ على قيمتها قبل غلق الدارة {\displaystyle u_{0}={\frac {q_{0}}{C}}}

### دارة خاضعة لتوتر جيبي
بالكتابة العقدية:
{\displaystyle {\underline {I}}={\underline {I_{r}}}+{\underline {I_{l}}}+{\underline {I_{c}}}}
الكتابة العقدية للممانعات كالتالي:
{\displaystyle {\underline {I}}={\underline {I_{r}}}+{\underline {I_{l}}}+{\underline {I_{c}}}}
منه:
{\displaystyle {\underline {I}}={\frac {1}{R}}{\underline {U}}+{\frac {1}{jL\omega }}{\underline {U}}+jC\omega {\underline {U}}}
النبض الخاص عند الرنين:
{\displaystyle \omega _{0}={\frac {1}{\sqrt {LC}}}}
من اجل هذا النبض يصبح التعبير اعلاه كالتالي:{\displaystyle {\underline {I}}={\underline {I_{r}}}={\frac {1}{R}}{\underline {U}}}
و لدينا كذلك:
{\displaystyle {\underline {I_{c}}}=-{\underline {I_{l}}}=j{\sqrt {\frac {C}{L}}}{\underline {U}}}

## استعمالات دارات RLC
- دارات RLC تستعمل عموما من اجل انجاز تراكيب مرشحات الترددات.أو تحوبل الممانعة.
- تعرف أيضا دارة RLC بدارة  السدادة وذلك لانها تعدم بعض الترددات الغير مرغوب فيها في الجهاز الذي تم دمجها فيه، على سبيل المثال تقصي الترددات التي تتطفل على المستقبل.
- يمكن لهذه الدارات ان تحوي العديد من الوشيعات والمكثفات: نتحدث اذن عن شبكة LC.
- دارة LC بسيطة تصنف ضمن الدرجة الثانية لان دالة النقل تضم في مقامها حدودية من الدرجة الثانية.